# Тараканов, Михаил Евгеньевич
Михаи́л Евге́ньевич Тарака́нов (20 февраля 1928 года, Ростов-на-Дону — 26 сентября 1996 года, Москва) — советский и российский музыковед

, музыкальный критик, писатель, педагог. Доктор искусствоведения, профессор Московской государственной консерватории (1990).

## Биография
Михаил Евгеньевич Тараканов родился 20 февраля 1928 года в Ростове-на-Дону в семье врачей. Отец — Евгений Иванович Тараканов, советский врач невропатолог и эндокринолог, играл на скрипке и мандолине. Мать — Арфения Михайловна Степанян-Тараканова, мечтала о карьере оперной певицы. 
Младший брат — Валерий Евгеньевич Тараканов (1934—2013) учился в МГУ, доктор наук, автор около 150 научных работ по математике. Учился музыке в Музыкальном училище им. Ипполитова-Иванова. Композитор, автор опер: «Антоний и Клеопатра», «Всенощное бдение» и «Литургия». 
Дочь — Екатерина Михайловна Тараканова, музыковед, кандидат искусствоведения, старший научный сотрудник сектора Современного искусства Запада Государственного института искусствознания, преподаватель Института современного искусства, организатор научных конференций, составитель сборников статей посвящённых памяти своего отца: «Человек и Фоносфера» и «Звуковая среда современности».
- В 1948 году окончил Музыкальное училище при Московской консерватории как музыковед.
- В 1952 году окончил Московскую государственную консерваторию имени П. И. Чайковского. Продолжил образование там же в аспирантуре, которую окончил в 1955 году (научный руководитель С. С. Скребков). Занимался также у музыковедов Р. И. Грубера, А. Ф. Мутли, В. В. Протопопова, И. В. Способина, В. А. Цуккермана.
- В 1957 году защитил кандидатскую диссертацию на тему: «Вопросы тематического развития в симфониях Н. Я. Мясковского первого периода творчества. (С 1-й по 6-ю включительно)». В 1971 году защитил докторскую диссертацию «Стиль симфоний Прокофьева».
- С 1955 года работал преподавателем в Московской консерватории — вёл музыкально-теоретические дисциплины.
- С 1960 года работал в Институте истории искусств (ныне Государственный институт искусствознания).
- В 1980 году вернулся в консерваторию на работу преподавателем кафедры теории музыки.
- С 1986 года — заведующий кафедрой советской музыки и музыкальной критики (позднее переименована в кафедру истории современной отечественной музыкальной культуры). Читал лекции по музыкальной критике, оперной драматургии и др.

Михаил Евгеньевич Тараканов скончался 26 сентября 1996 года в Москве. Похоронен на Люблинском кладбище (уч. 24).

## Научная деятельность
Область научных интересов Тараканова: российская и зарубежная музыка XX века. Был участником коллективных трудов «История музыки народов СССР» (Т. 1-6. М., 1970—1995), «Музыка XX века» (Ч. 1. Кн. 2. М., 1977; Ч.2. Кн. 4. М., 1984), «История современной отечественной музыки. Учебник» (Вып. 1-2. М., 1995, 1999), «История русской музыки» (Т. 10А. 1890—1917-е годы. М., 1997), «Русское музыкальное искусство в истории художественной культуры XX века» (М., 1997).
Под руководством М. Е. Тараканова было подготовлено и защищено 10 докторских и 30 кандидатских диссертаций. Среди его учеников: А. Баева, Л. Бражник, С. Гончаренко, С. Губайдуллина, Е. Дуков, А. Ивашкин, Р. Косачева, К. Мелик-Пашаева, Н. Савкина, Р. Сергиенко.

### Основные работы
Автор многих научных публикаций, включая:
Книги
- Стиль симфоний Прокофьева. М., 1968;
- Музыкальный театр Альбана Берга. М., 1976;
- Творчество Родиона Щедрина. М., 1980;
- Советский музыкальный театр. М., 1982;
- Русская советская симфония. Итоги и перспективы. М., 1982;
- Инструментальный концерт. М., 1985;
- Музыкальная культура РСФСР. М., 1987;
- Симфония и концерт в русской советской музыке (60-70-е годы). М., 1988;
- Советская музыка вчера и сегодня (новый взгляд на историю и проблемы сегодняшнего дня). М., 1989;
- В. Артемов. Очерк творчества. М., 1994
- Ранние оперы Прокофьева. М., 1996
- Человек и фоносфера. Воспоминания. Статьи. М. — СПб. 2003

Статьи
- Новая тональность в музыке XX века // Проблемы музыкальной науки. Вып. 1. М., 1972;
- Замысел композитора и пути его воплощения // Психология процессов художественного творчества. Л., 1980;
- О русском национальном начале в современной советской музыке // Советская музыка на современном этапе. Статьи и интервью. М., 1981;
- Традиции и новаторство в современной советской музыке (опыт постановки проблемы) // Проблемы традиций и новаторства в современной музыке. М., 1982;
- Музыкальная драматургия в советском балете // Советский музыкальный театр. Проблемы жанров. М., 1982;
- Die Idee des Komponisten und ihre Umsetzung // Kunst und Literatur. Berlin. 1983. Heft 1
- О методологии анализа музыкального произведения (о соотношении типологического и индивидуального) // Методологические проблемы музыкознания. М., 1987;
- Прокофьев: легенды и действительность // Сергей Прокофьев. 1891—1991. Дневник. Письма. Беседы. Воспоминания. М., 1991 (то же в пер. на нем. яз.: Duisburg, 1990);
- Последствия «неравного брака» (Музыка и государственная власть в советской России) // Отечественная музыкальная культура XX века. К итогам и перспективам. М., 1993
- Драма непризнанного мастера. О творчестве Николая Каретникова // Музыка из бывшего СССР. М., 1994
- Творческий путь Д. Д. Шостаковича // Дмитрий Шостакович. Нотографический справочник. М., 1995
- Превратности судьбы в комедийном жанре («Свадьба Фигаро» В. А. Моцарта) // Моцарт: пространство сцены. М., 1998
- Музыка в нестабильном обществе // Музыка XX века / Московский форум. Материалы междунар. науч. конференций. М., 1999.